# Epidauros
För den grekiska kolonin Epidauros i Kroatien, se Epidaurum.

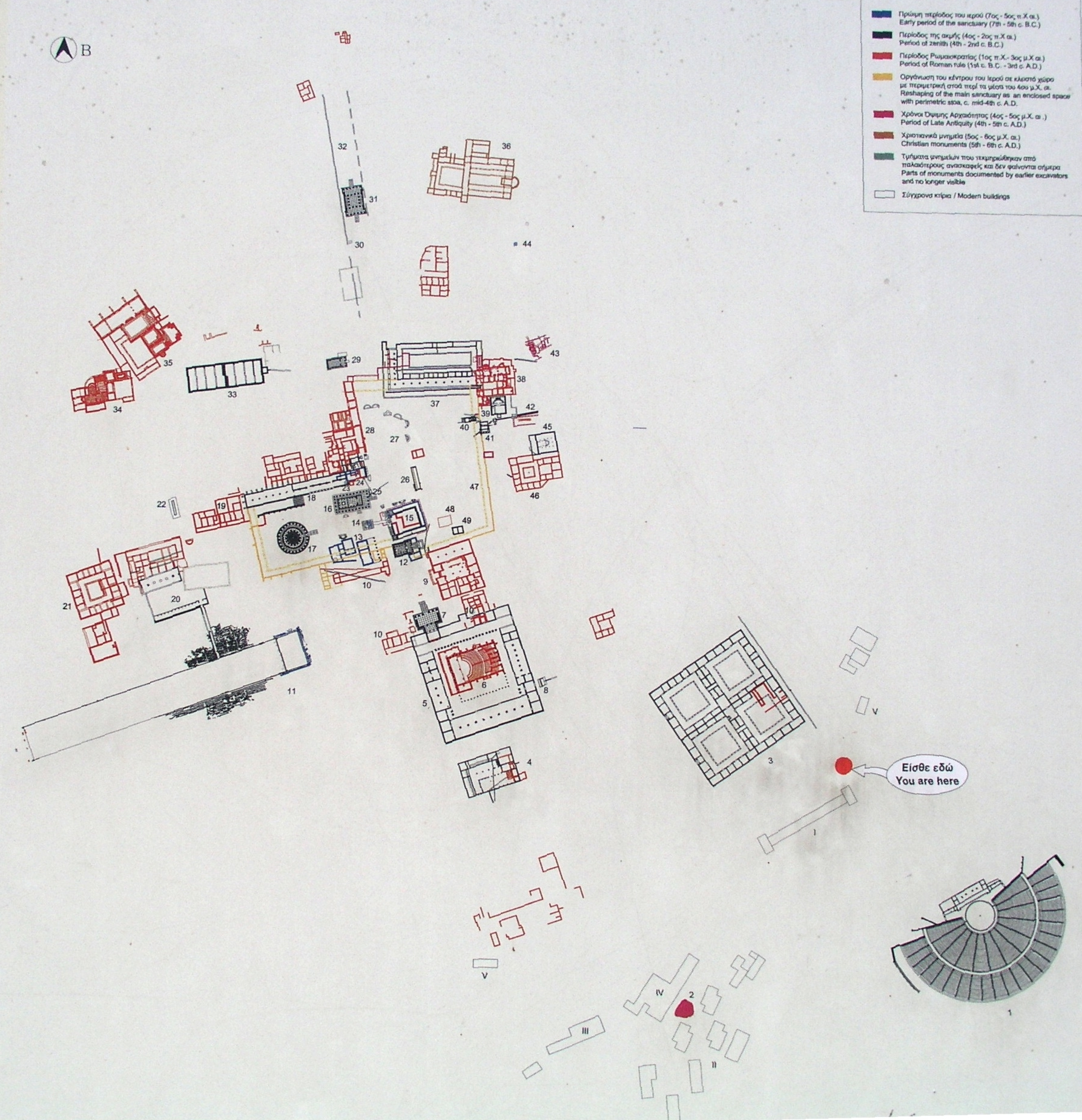
Epidauros stadsplan

Epidauros (grekiska Ἐπίδαυρος) var en antik stad vid Saroniska viken i det forngrekiska landskapet Argolis i Peloponnesos, som ursprungligen skall ha anlagts av karier, men sedermera tagits i besittning av joner, som i sin tur måste vika för de under Deifontes från Argos inträngande dorerna. Dock kvarstod ett betydande joniskt element i stadens befolkning.
Ett gynnsamt läge och en ypperlig hamn gjorde snart Epidauros till en betydande handelsstad. Sin största ryktbarhet vann det likväl genom det i dess närhet belägna Asklepiostemplet, vilket såsom kurort besöktes av sjuka från alla landsändar och varifrån en helig orm, såsom gudens sinnebild, fördes ända till Rom för att häva en pest som bröt ut där 291 f.Kr. Kring templet uppstod en mängd byggnader, som var avsedda dels till bostäder för det talrika prästerskapet, dels till härbärgen för besökande eller till offentliga förlustelser.

## Utgrävningar
Minnet av platsens forna betydelse fortlever ännu bland ortens befolkning, av vilken tempeldalen med sina fornlämningar benämnes "helgedomen". 1881 påbörjades för det grekiska arkeologiska sällskapets i Aten räkning under ledning av Panagiotis Kavvadias systematiska utgrävningar av platsens fornlämningar, varvid man bragte i dagen grundmurarna av åtskilliga byggnader, bl.a. Asklepiostemplet och den stora pelargång (abaton), där de sjuka placerades för att under nattens sömn av guden få en uppenbarelse om botemedel, ett mindre tempel, helgat åt Artemis, en vacker rundbyggnad (tholos), en kapplöpningsbana och ett gott stycke åt sydost en teater, en av de vackraste och bäst bibehållna i Grekland samt liksom tholos ett verk av Polykleitos d.y. Man påträffade även ett stort antal statyer och inskrifter, som bl.a. innehåller berättelser om underkurer som ägt rum i Asklepioshelgedomen.

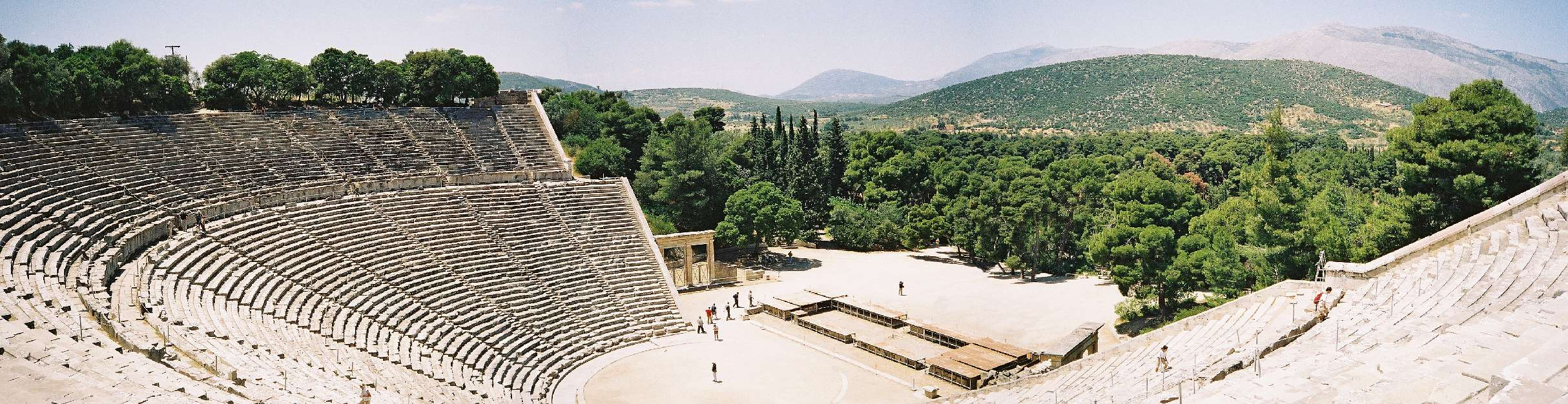
Teatern i Epidauros